# Paul Dungler
Paul Dungler (ur. 1902 w Thann, zm. 1974 w Colmar) – członek francuskiego ruchu oporu, francuski przemysłowiec i rojalista.
Paul Dungler w młodym wieku dołączył do szeregów Akcji Francuskiej a następnie do tajnej francuskiej organizacji politycznej La Cagoule. Po klęsce Francji w 1940, przebywał w Périgord, lecz zdecydował się powrócić do Alzacji do ruchu oporu. 25 sierpnia 1940 powrócił potajemnie do Thann w Alzacji, gdzie założył 7e Colonne d'Alsace zarejestrowaną w Londynie pod nazwą Sieć Martial'a. Największym sukcesem tego ruchu było uwolnienie i ucieczka generała Henriego Girauda.